# کاسانووا الوو
کاسانووا الوو (به ایتالیایی: Casanova Elvo) یک کومونه در ایتالیا است که در استان ورسلی واقع شده‌است.

## خصوصیات
کاسانووا الوو ۱۶٫۳ کیلومترمربع مساحت و ۲۷۵ نفر جمعیت دارد و ۱۵۲ متر بالاتر از سطح دریا واقع شده‌است.